# 프루덴셜 plc

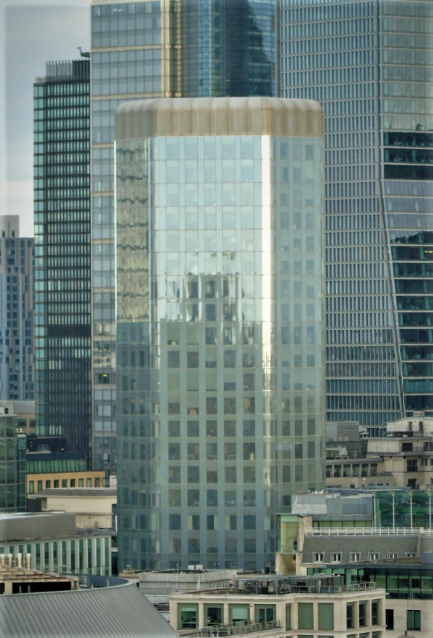

프루덴셜 plc(Prudential plc)는 잉글랜드 런던에 본사를 둔 영국의 다국적 보험사이다. 전문가 및 노동자들에게 대출을 제공할 목적으로 1848년 5월 런던에서 설립되었다.
프루덴셜은 런던 증권거래소와 홍콩 증권거래소에 상장되어 있으며 FTSE 100 지수의 일부로 구성된다. 뉴욕 증권거래소와 싱가포르 거래소에도 상장되어 있다.